# الراوي (رسوم متحركة)
الراوي مسلسل رسوم متحركة باللغة العربية الفصحى، وهو إنتاج مصري يحكي روائع التراث الإسلامي، وتدور قصته حول رجل يٌلقب بالراوي واسمه «نور الدين»، وأمير يدعى«الأمير شهاب».

## القصة
يحكي الإنمي قصة رجل استطاع بالعلم أن يصبح مستشار الملك وقائد الحرس، لكن كل هذه المناصب جلبت عليه العديد من المشاكل، حيث أن الوزير أصبح تقتله الغيرة منه، إلا أن أتى اليوم الذي ظهر فيه الشيخ يٌدعى نور الدين وهو جاسوس الملك، حيث استطاع بفضل ذهائه إشعال فتيل حرب بين كل من يقوت (ملك سابق حٌكم عليه بالسجن بسبب أفعاله) وبين الملك الحالي المٌسمى عماد الدين.

## الطاقم
شارك في مسلسل الراوي نخبة من الممثلين العرب، ووضعوا أصواتهم على الشخصيات، منهم يوسف شعبان وسوسن بدر وعلاء مرسي وحسن عبد الفتاح وخالد صالح وعبد الرحمن أبو زهرة، فيما أخرجه سامح مصطفى.